# Futbolista letó de l'any
El futbolista letó de l'any és un premi futbolístic de Letònia, entregat per la Federació de Futbol de Letònia.

## Quadre d'honor
- 1992: Ainārs Linards
- 1993: No especificat
- 1994: Vladimirs Babičevs
- 1995: Vitālijs Astafjevs
- 1996: Vitālijs Astafjevs
- 1997: Jurijs Ševļakovs
- 1998: Mihails Zemļinskis
- 1999: Marians Pahars
- 2000: Marians Pahars
- 2001: Marians Pahars
- 2002: Juris Laizāns
- 2003: Māris Verpakovskis
- 2004: Māris Verpakovskis
- 2005: Igors Stepanovs
- 2006: Aleksandrs Koļinko
- 2007: Vitālijs Astafjevs
- 2008: Andris Vaņins
- 2009: Kaspars Gorkšs
- 2010: Kaspars Gorkšs
- 2011: Aleksandrs Cauņa
- 2012: Aleksandrs Cauņa
- 2013: Andris Vaņins
- 2014: Aleksandrs Koļinko[1]
- 2015: Andris Vaņins
- 2016: Andris Vaņins
- 2017: Andris Vaņins